# Corona obsidionalis graminea

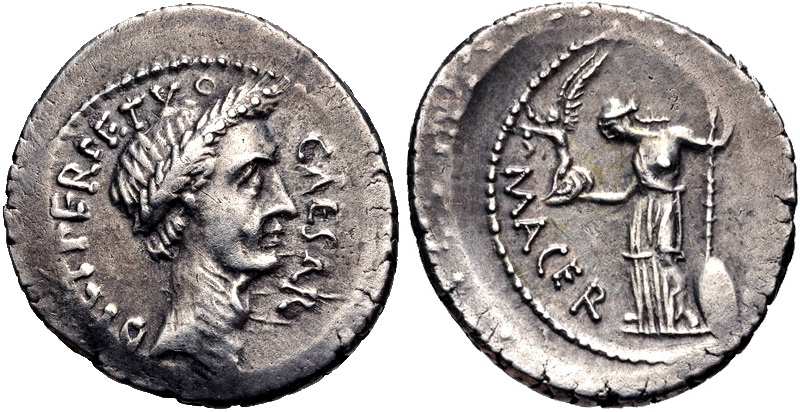
Denar von Caesar (44 v. Chr.)

Die Corona obsidionalis oder graminea („Belagerungskrone“,  „gräserne Krone“) war die höchste Militärauszeichnung im römischen Reich. 

## Bedeutung
Sie wurde Personen verliehen, denen es gelang, eine belagerte Armee zu befreien, zumeist Feldherren oder Offiziere. Sie war aus Grasbündeln und Blumen gefertigt, die dort gepflückt wurden, wo die Armee eingeschlossen war. Verliehen wurde sie durch die gerettete Armee selbst.
Erstmals wird sie bei Polybios erwähnt. Plinius der Ältere kannte nur acht Personen, die diese Auszeichnung erhalten hatten, nämlich den Volkstribun von 454 v. Chr. Lucius Siccius Dentatus, Publius Decius Mus, der sie als einzige zweimal, nämlich von zwei Armeen für dieselbe Heldentat im ersten Samnitenkrieg 343 v. Chr. erhielt, Quintus Fabius Maximus Verrucosus, Marcus Calpurnius Flamma, Scipio Aemilianus Africanus, Gnaeus Petreius Atinas, einen Centurio im Krieg gegen die Kimbern, Sulla und Quintus Sertorius. Deshalb galt sie als besondere Ehre und als die höchste der Ehrenkronen.
Zumeist wurde die Corona graminea von der Armee vergeben, doch Fabius Maximus erhielt sie für seine Verdienste im Kampf gegen Hannibal – möglicherweise posthum – vom Senat und dem Volk. Vermutlich schloss diese Verleihung auch den Titel eines Pater Patriae mit ein.
Auch Gaius Iulius Caesar und Augustus bekamen die Corona graminea vom Senat. Caesar erhielt sie 45 v. Chr. nach seiner Rückkehr aus Spanien zusammen mit dem Titel Liberator (Befreier) und ließ sich auf Münzen aus dem Jahr 44 v. Chr. damit abbilden. Literarisch bezeugt bei Cassius Dio, aber nicht erhalten, ist eine Statue, die auf der Rostra aufgestellt war, parallel zu einer weiteren Statue, die ihn mit der Corona Civica zeigte. Die Verleihung an Augustus 30 v. Chr., mit der dieser für die Beendigung des Bürgerkrieges geehrt wurde, war zugleich die letzte Verleihung dieser Krone. Anders als die anderen Kronen, die in der Kaiserzeit in Gold nachgebildet wurde, war diese nach Auskunft von Plinius tatsächlich aus Gras.